# 阿格棟噶
阿格栋噶（约1910年—？），蒙古族，锡林郭勒盟乌珠穆沁右旗（约在今西乌珠穆沁旗）人。中华民国大陆时期的内蒙古政治人物。

## 生平
阿格栋噶曾任锡林郭勒盟驻张家口办事处职员、绥蒙指导长官公署参议、军委会政治部少校指导员、第一届国民大会代表。阿格栋噶曾参加蒙古青年同盟。曾到阿拉善旗参加德穆楚克栋鲁普发动的蒙古自治运动，是锡林郭勒盟代表。